# Priehetsberg
Priehetsberg ist eine Ortschaft in der Katastralgemeinde und Marktgemeinde Münzbach im Bezirk Perg in Oberösterreich. Der Name zählt zu den slawischen Sprachspuren im Mühlviertel.

## Etymologie
Die ältesten urkundliche Erwähnungen im Zusammenhang mit der Ortschaft sind 1217 Pruuilinsperg und 1227 albero de Pruvelinsperge. Der Name ist eine slawisch-deutsche Mischbildung mit einem unklaren slawischen Personennamen aus einem Wortstamm *Pьrv- zu *pьrvъ ‘erster’.

## Geografie
Die aus zerstreuten Häusern bestehende Ortschaft mit 177 Einwohnern zum Stichtag 1. Jänner 2001 befindet sich im Westen der Marktgemeinde auf rund 340 m ü. A.
Sie grenzt im Süden, teilweise getrennt durch den Falkenauerbach, an die Ortschaft Groißing in der Orts- und Katastralgemeinde Arbing. Im Westen wird Priehetsberg von der Katastralgemeinde Pergkirchen in der Stadtgemeinde Perg durch den Tobrabach getrennt. Im Nordwesten hat die Ortschaft einen gemeinsamen Grenzpunkt mit Pergkirchen und Altenburg in der Katastralgemeinde Altenburg in der Gemeinde Windhaag bei Perg. Im Norden grenzt Priehetsberg an die Ortschaft Saxenegg in der zur Marktgemeinde Münzbach gehörenden Katastralgemeinde Innernstein und im Nordosten, teilweise getrennt durch den Mollneggerbach, an den Markt Münzbach und die ebenfalls zur Marktgemeinde Münzbach zählende Ortschaft Mollnegg.
Priehetsberg gehört zu den oberösterreichischen Raumeinheiten Aist-Naarn-Kuppenland. und südliche Mühlviertler Randlagen Namentlich genannte Einzelhöfe sind Falkenauer, Krenn, Priehetsberger, Pühringer und Stritzelmühle.
Neben Falkenauer-, Mollnegger- und Tobrabach wird als weiteres Fließgewässer der in den Tobrabach entwässernde Wieserbach genannt.
Durch die Ortschaft führt die als Verbindungsstraße zwischen Arbing und Münzbach konzipierte Landstraße L1428. Am nördlichen Rand von Priehetsberg wurde die Verbindungsstraße von Perg nach Münzbach (Landstraße L1423) angelegt.

## Sport
Auf einer Liegenschaft in Priehetsberg wurde von 2002 bis 2006 ein neues Sportareal errichtet, das zwei Fußballplätze, zwei Faustballplätze und ein Sport-Klubhaus umfasst. Der zuständige Sportverein ist die Sportunion Greisinger Münzbach mit den Sektionen Fußball, Faustball, Ski, Tennis und Schach.
Die Fußballmannschaft des Vereins spielte einige Jahre in der Landesliga. Die Faustballmannschaft des Vereins wurde auf dem Feld ab 1996 in der 2. und ab 2000 in der 1. Landesliga sowie 2002 in der 2. Bundesliga Meister. In der Halle wurde der Verein 1995 in der 2. und 1996 in der 1. Landesliga Meister, 1998 Meister in der 2. Bundesliga und erreichte 2000 und 2004 den 4. Platz in der Bundesliga. In der Meisterschaftssaison 2016/17 wurde die Heeren Mannschaft Meister in der 2. Bundesliga und spielt seither In der höchsten Spielklasse Österreichs, der 1. Bundesliga.
Auch die Damen sind in Münzbach hochklassig und spielen am Feld sowie in der Halle in der Damen Bundesliga.

## Kleindenkmale
In Priehetsberg befinden sich mehrere Kleindenkmäler, die von den jeweiligen Errichtern bzw. deren Nachkommen in Stand gehalten bzw. erneuert werden.
- Marterl an der Arbinger Straße: Es handelt sich um eine Granitsäule auf einem Steinsockel mit einem Christuskopf in der Nische und erinnert an einen tödlichen Arbeitsunfall beim Setzen von Strommasten am 18. Juli 1955.
- Kapellenbildstock von Nenning: Entstehungsgeschichte und Zeitpunkt der Errichtung sind nicht bekannt. Das Ziegelmauerwerk mit Satteldach und Zementziegeln steht auf einem Steinsockel und verfügt über eine mit einem Eisengitter gesicherte Nische, wo sich eine Statue Unserer Lieben Frau von Lourdes befindet.
- Bildstock beim Schön: Der 1929 als Dank für die gute Heimkehr aus dem Ersten Weltkrieg errichtete Bildstock enthält eine Marienstatue, ein Bild des Schutzengels und ein Bild der immerwährenden Hilfe Mariens. Vor dem Bildstock werden Maiandachten gehalten.
- Bild an der Hauswand beim Langthaler: Das 1983 von Franz Hennerbichler aus Pregarten gemalte Bild des hl. Landespatrones Florian mit Fahne, brennendem Haus und Wassersechterl befindet sich an der Stallwand und ist durch eine Glaswand geschützt.

## Persönlichkeiten
Folgende Personen stehen in Beziehung zur Ortschaft Priehetsberg:
- Michael Mayr (* 12. November 1898; † 7. September 1978) stammte vom Wiesergut in Priehetsberg. Er wurde 1923 zum Priester geweiht, war Kooperator in den Pfarren Pöndorf, Friedburg-Lengau, Ostermiething und in der Stadtpfarre Urfahr. Von 1935 bis 1970 war er Pfarrer von Schardenberg, unterbrochen durch ein Ortsverbot von 1940 bis 1945. Im ersten Nachkriegsjahr war er Sekretär der Diözesan-Caritas. In Schardenberg initiierte er die Wallfahrt zum Fronwald und das Fatima-Heiligtum. Er war Konsistorialrat von Linz und Wien und Ehrenbürger von Schardenberg.
- Franz Starzer (* 22. November 1922; † 23. Oktober 2002) stammte vom Falkenauergut in Priehetsberg. Er wurde nach seinem Jus-Studium Landesbeamter und übte zuletzt bis zu seiner Pensionierung 1988 die Funktion des Landesamtsdirektor-Stellvertreters aus. Danach war er von 1988 bis 1998 Präsident des Oberösterreichischen Roten Kreuzes und danach Ehrenpräsident. Er war Ehrenringträger der katholischen Studentenverbindung KAV Bajuvaria Wien. Von seiner Hochzeitsreise brachte er 1954 die in der Pfarrkirche Münzbach aufgestellte Fátima-Statue mit.